# Cietrzew kaukaski
Cietrzew kaukaski (Lyrurus mlokosiewiczi) – gatunek dużego lub średniej wielkości ptaka z rodziny kurowatych (Phasianidae), podrodziny bażantów (Phasianinae). Występuje endemicznie na Kaukazie. Bliski zagrożenia.

## Taksonomia
Po raz pierwszy w 1875 roku gatunek opisał Władysław Taczanowski. Przydzielił mu nazwę Tetrao mlokosiewiczi na cześć jego odkrywcy, Ludwika Młokosiewicza. Holotyp pochodził z Lagodechi w Gruzji, a Taczanowskiemu dostarczył go w 1875 sam Młokosiewicz. Obecnie (2020) IOC umieszcza gatunek w rodzaju Lyrurus wraz z cietrzewiem zwyczajnym (L. tetrix). Nazwa uznawana przez IOC wprowadzona została przez W.R. Ogilvie-Granta w 1893. Nie wyróżnia się podgatunków (gatunek monotypowy).
Odnalezione szczątki kopalne gatunku – datowane na górny plejstocen – sugerują, że cietrzew kaukaski odizolował się ze swoją linią ewolucyjną w środkowym plejstocenie, 500–700 tys. lat temu.

## Morfologia
Długość ciała wynosi 38–53 cm. Samce są większe, ich masa ciała mieści się w przedziale 820–1005 g, u samic 712–820 g. U okazów z Muzeum Brytyjskiego wymiary szczegółowe dla samców podano następująco: długość skrzydła około 20 cm (u samic 19,5 cm), ogona 20,8 cm (u samic 14 cm), skoku 5 cm (u samic ok. 4,7 cm). Samiec bardzo podobny do samca cietrzewia zwyczajnego. Ogółem jego upierzenie przybiera barwę głębokiej czerni. Na szyi i w górnej części grzbietu widoczny słaby, niebieski połysk. Lotki I rzędu brązowe, chorągiewki zewnętrzne jaśniejsze. Skoki szarobrązowe. Chorągiewki wewnętrzne pokryw podskrzydłowych oraz najbardziej wewnętrzne pióra pod skrzydłem białe. Pokrywy podogonowe bardzo krótkie, szczególnie pod środkową parą sterówek. Para zewnętrznych sterówek zagięta w dół, nieznacznie na zewnątrz. Dziób czarny, nad okiem czerwone róże. Nogi brązowe.
Samiec młodociany – po pierwszym pierzeniu – posiada rdzawe, płowo zwieńczone i upstrzone czarnymi plamkami pióra na szczycie głowy i pokrywach usznych. Pozostała część wierzchu ciała płoworuda, pióra na końcu szarawe; wszędzie z wyjątkiem barkówek i pokryw skrzydłowych mniejszych widoczne czarne wzorki. Lotki czarnobrązowe; lotki I rzędu wraz z pokrywami na końcu posiadają białą krawędź, a lotki I rzędu dodatkowo płowe obrzeżenie chorągiewek zewnętrznych. Lotki II rzędu także biało zakończone, na brzegach obu chorągiewek występuje słabe, białe kreskowanie. Boki głowy i broda biało, czarno plamkowane. Niższa część gardła czysto biała. Przód szyi pokrywają szerokie, jasnopłowo-czarne pasy. Niższa część piersi i brzuch czarne. Pokrywy podogonowe rdzawe, ozdobione czarnymi pasami i białymi końcówkami. Pokrywy podskrzydłowe białe. Sterówki i pokrywy nadogonowe nieregularnie pokryte rdzawo-płowo-czarnym wzorem.
Samica przypomina młodocianego samca. Wyróżnia ją mniej szarości w górnych partiach ciała i wyraźniejsze wzory na ciele. Wierzch głowy, szyja, górna część grzbietu i pierś posiadają płowe i czarne pasy, pióra składające się na barkówki i te od górnej części grzbietu w tył mają czarny pas przed końcem. Pióra skoków białe, przemieszane z brązowymi. Pokrywy podskrzydłowe białe z wyjątkiem kilku zewnętrznych, mających szare lub czarne paski.

## Zasięg występowania
L. mlokosiewiczi występuje na Kaukazie, zasięg szacowany przez BirdLife International na 87 tys. km². Zasięg obejmuje południowo-zachodnią Rosję, Gruzję, Azerbejdżan i Armenię na południe po północno-wschodnią Turcję, Karabach i północno-zachodni Iran. Na Wielkim Kaukazie zasięg ograniczają rzeki, od zachodu i wschodu (Samur). Tam cietrzew kaukaski pojawia się na wysokości 1300–3000 m n.p.m., ale w lecie nigdy niżej niż 1800 m n.p.m. Na Małym Kaukazie zasięg gatunku rozciąga się od rzeki Çoruh na zachodzie po Górski Karabach na wschodzie. Latem pojawia się wyłącznie ponad 1500 m n.p.m.

## Zachowanie
Pokarm głównie roślinny, różni się w zależności od pory roku i wieku ptaka. W zimie cietrzew kaukaski żywi się głównie pączkami i kotkami brzóz (Betula), jagodami jałowca (Juniperus), owocami róży dzikiej (Rosa canina) oraz pączkami wierzb (Salix). Zielone liście i pędy mają większy udział w pożywieniu na wiosnę. Od późnego maja przedstawiciele L. mlokosiewiczi zaczynają zjadać łodygi i nasiona roślinności alpejskiej. Wczesnym wrześniem jedzą głównie nasiona, potem w skład diety włączają owoce porzeczki (Ribes), jeżyny (Rubus) i borówek (Vaccinum).
Z początkiem kwietnia samce zaczynają zbierać się na wspólnych terytoriach – arenach, na których tokują. Toki trwają do czerwca. Średnie wymiary takiego terenu to 50 na 80 m. Młode, pierwszoroczne samce mogą brać udział w niezbyt intensywnych tokach; starsze, dwuletnie także, nadal jednak nie bronią wyraźnego skrawka areału. Dorosłe samce są dominujące i mają wyznaczone terytorium. Niekiedy mogą zezwolić młodszym ptakom, szczególnie jeszcze w młodocianej szacie, wejść na swój teren. Zaloty różnią się od tych u cietrzewi zwyczajnych tym, że samce raczej się nie odzywają, za to czekają w ciszy lub podskakują na około metr z charakterystycznym trzepotem skrzydeł.

## Lęgi
Rola samca w lęgach, prócz uzyskania partnerki, ogranicza się do zapłodnienia, pozostałe czynności przypadają samicy. Gniazdowanie przypada na maj lub początek czerwca. Samce ustalają i utrzymują terytoria wiosną i jesienią. Gniazdo stanowi dołek wydrapany w ziemi liczący około 21 cm średnicy, wyściełany trawą i piórami. Samica lokuje go pod rośliną, np. rododendronem lub jałowcem.
W zniesieniu od 2 do 13 jaj. Kolorystyka podobna jak u cietrzewia zwyczajnego, jednak jaja osiągają nieco mniejsze rozmiary: 49,3 na 36 mm i masę 33,8 g. Okres inkubacji szacuje się na 20–25 dni. Podczas niej około 25–30% jaj obumiera w wyniku ochłodzenia lub pada ofiarą drapieżników. Przypuszczalnie połowa piskląt ginie w pierwszym miesiącu życia. Przez pierwsze 10 do 15 dni pisklęta otrzymują głównie owady, zwłaszcza chrząszcze (biegaczowate i ryjkowcowate), do tego szarańczowate, pluskwiaki różnoskrzydłe, motyle, ślimaki i pająki. Młode po 10–14 dniach uzyskują zdolność lotu, a w wieku dwóch miesięcy osiągają pełne rozmiary. Samice osiągają zdolność rozpłodu po roku, samce prawdopodobnie co najmniej po dwóch latach.

## Status i zagrożenia
Przez IUCN gatunek jest klasyfikowany jako bliski zagrożenia (NT, Near Threatened). Populacja szacowana ogółem na 68 do 84,3 tys. ptaków, dla poszczególnych państw wynosi: 40–50 tys. osobników w Gruzji, 25–30 tys. w Rosji, 1,5–2 tys. w Azerbejdżanie, 1–1,5 tys. w Turcji, 300–500 osobników w Armenii i 200–300 w Iranie. Trend populacji spadkowy, jedynie w Rosji wydaje się ona być stabilna.
Największym zagrożeniem dla cietrzewi kaukaskich jest budowanie dróg prowadzących do domków letniskowych w górach, które powoduje fragmentację siedlisk, niepokojenie ptaków oraz zwiększony napływ myśliwych i pasterzy na te tereny. Do tego prowadzona jest wycinka lasów, również na drewno na opał. Gatunek występuje na 57 obszarach uznanych za ostoje ptaków IBA. Są to m.in. trzy parki narodowe w Rosji i jezioro Göygöl w Azerbejdżanie. Ogółem (dane z 2003) około 5–7% zasięgu jest objęte obszarami chronionymi.